# Fornixruptur
Die Fornixruptur ist ein Einriss des Nierenbeckens im Übergangsbereich zum Parenchym durch eine Druckerhöhung im Nierenbecken. 
Eine akute Hydronephrose, beispielsweise durch einen Harnleiterstein, führt in 10 bis 18 % der Fälle zu einer Fornixruptur. Eine Fornixruptur kann auch durch ein Ausscheidungsurogramm bei kolikfreien Patienten hervorgerufen werden. Dies kommt durch den diuretischen Effekt des Kontrastmittels zustande, der unter Kolikbedingungen zu einem massiven Druckanstieg führt.
In der Folge tritt Urin aus dem Nierenbecken in die Umgebung der Niere. Zur Behandlung sind in der Regel eine Antibiotikatherapie und eine Harnleiterschienung notwendig.